# 손대희
손대희(1983년 5월 21일 ~ )는 대한민국의 뮤지컬 배우다.

## 방송
- 헬로트로트 (2021) - Top20

## 공연
- 호기심 (2012)
- 하이스쿨뮤지컬 (2013)
- 그날들 (2014, 2016)
- 명성황후 (2016)
- 그날들 앙코르 (2017)
- 벤허 (2017)
- 금강, 1894 (2017)
- 프랑켄슈타인 (2018)

## 음반
- 헬로트로트 Part.4 (2022)